# Niccolò Alunno
Niccolò Alunno, italijanski slikar, * 1430, Foligno, † 1502.